# Arthur Gore (2e baronnet)
Arthur Gore, 2e baronnet (v. 1685 - 10 février 1742 est un homme politique et baronnet irlandais.

## Biographie
Il est le fils de Paul Gore, lui-même fils d'Arthur Gore, 1er baronnet, et de son épouse Anne Gore, fille de John Gore. Il succède à son grand-père comme baronnet en 1697. Il est shérif de Mayo en 1711 et député à la Chambre des communes irlandaise. Il représente Ballynakill de 1703 à 1713, puis le district de Donegal jusqu'en 1715. Il siège ensuite pour Mayo jusqu'en 1741.
Il épouse Elizabeth Annesley, fille de Maurice Annesley. Ils ont huit enfants, quatre filles et quatre fils. Gore est remplacé comme baronnet par son fils aîné, Arthur Gore (1er comte d'Arran), qui est ensuite élevé dans la pairie d'Irlande en tant que 1er comte d'Arran. Sa fille Anne s'est mariée avec John Browne (1er comte d'Altamont) et Elizabeth a épousé James Cuffe (décédé en 1762).